# 디렉쿠나폰 훈장

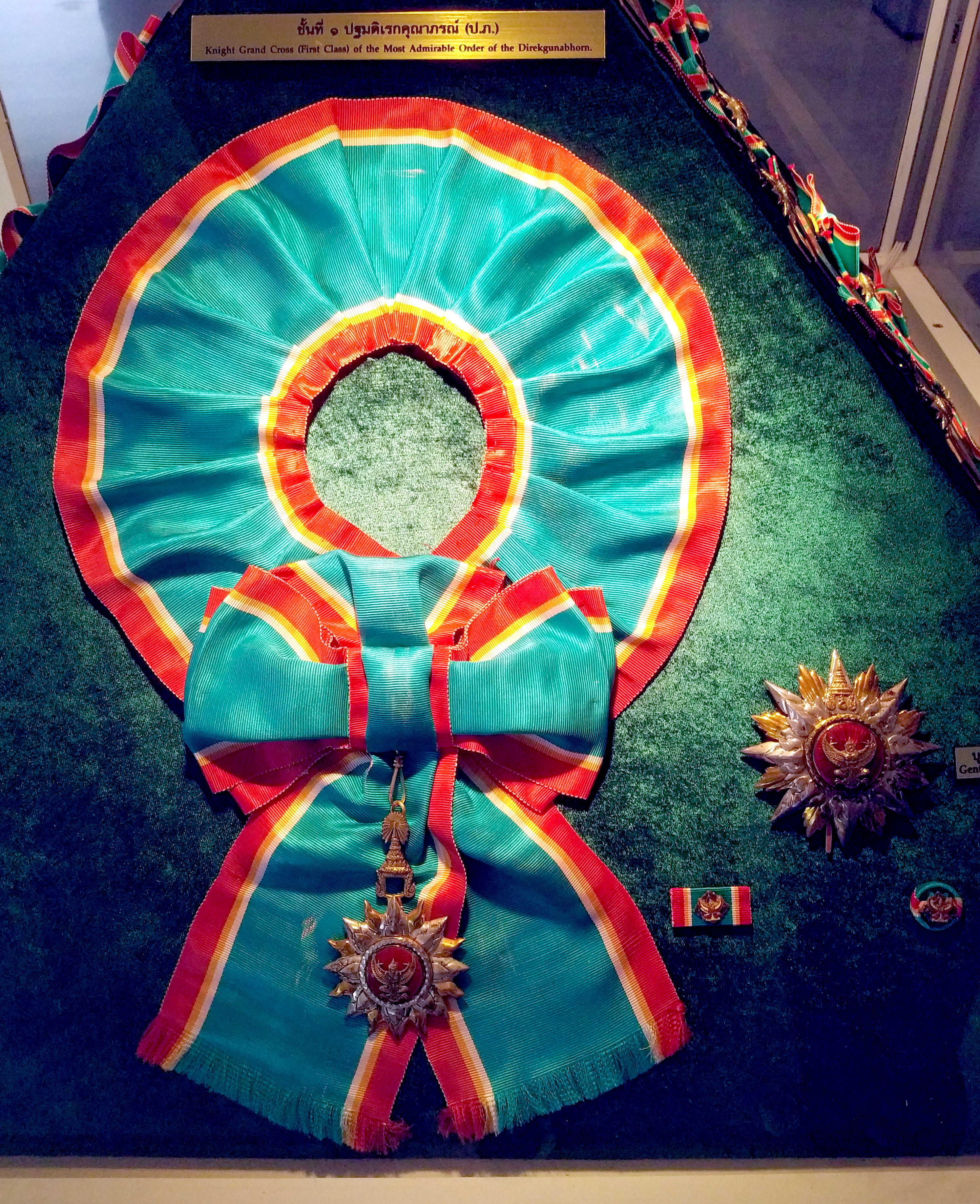
디렉쿠나폰 훈장

디렉쿠나폰 훈장(태국어: เครื่องราชอิสริยาภรณ์อันเป็นที่สรรเสริญยิ่งดิเรกคุณาภรณ์)은 태국의 기사단 훈장으로 태국에 대한 경건한 공적을 기록한 사람에게 수여된다. 이 훈장은 1991년 7월 22일에 푸미폰 아둔야뎃 국왕에 의해 제정되었다. '디렉쿠나폰'(ดิเรกคุณาภรณ์)은 태국어로 "풍요로움과 우수함을 가진 기사단"을 뜻한다.

## 훈장의 등급
- 1등급:  Knight Grand Cross, Dame Grand Cross (ปฐมดิเรกคุณาภรณ์)[2]
- 2등급:  Knight Commande, Dame Commander (ทุติยดิเรกคุณาภรณ์)
- 3등급:  Commander (ตติยดิเรกคุณาภรณ์)
- 4등급:  Officer (จตุถถดิเรกคุณาภรณ์)
- 5등급:  Knights (เบญจมดิเรกคุณาภรณ์)
- 6등급:  Gold Medal (เหรียญทองดิเรกคุณาภรณ์)
- 7등급:  Silver Medal (เหรียญเงินดิเรกคุณาภรณ์)